# Moschellandsbergit

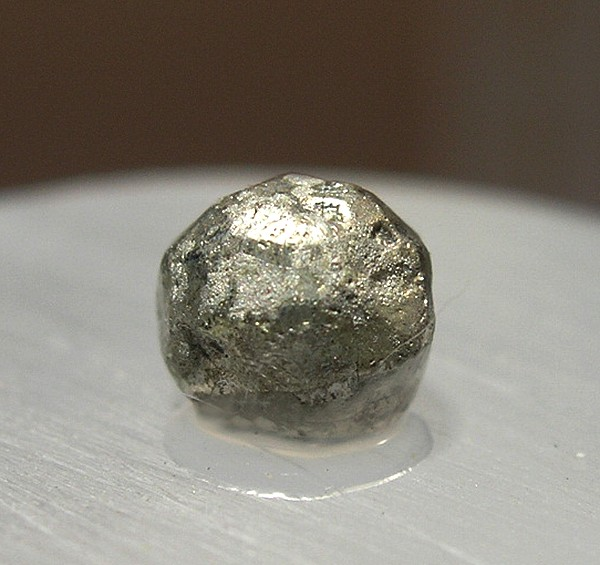
Moschellandsbergit

A moschellandsbergit röviden landsbergit, vagy γ-amalgám az ezüst és a higany természetes ötvözete (amalgám), a terméselemek osztályába azon belül a fémek alosztályába tartozó ásvány, amely a higany- és amalgámcsoport tagja. Ezüsttartalma 26-27%, higanytartalma 73-74% körül van. Kristályszerkezetére a kocka vagy néhol az oktaéder a jellemző. Esetenként vaskos tömegeket alkot.

## Kémiai és fizikai tulajdonságai
- Képlete: Ag2Hg3.
- Kristályrendszere: köbös.
- Megjelenése: Dodekaéderes kristályok, gyakran kockával vagy deltoidikozitetraéderrel kombinálódva; tömeges, szemcsés halmazok.
- Sűrűsége: 13,48  g/cm³.
- Keménysége: 3,5 (a Mohs-féle keménységi skála szerint).
- Törése: kagylós.
- Színe: ezüstfehér.
- Karcolási pora: ezüstfehér.
- Fénye:  fémes.
- Átlátszósága: opak.
- Megmunkálhatósága: kifejezetten rideg, kalapálható

## Keletkezése
Alacsony hőmérsékletű, hidrotermás környezetben. 

## Előfordulása
Ritka ásvány. Egyes cinnabarit- és higanytelepek ásványa, de megjelenik ezüsttelepekben is. Már 1738-ban leírták borsónyi kistályát a Caroline-bányából, a pfalzi Moschellandsbergből. Magyarországon 1994-ben fedezték fel Rudabánya környékén. Kárpát-medencei előfordulási helyei a szlovákiai Alsósajó. Más lelőhelyei: Sala (Svédország), Kongsberg (Norvégia).